# Andries Stolk
Andries Antonius Henricus Stolk (Den Haag, 27 april 1914 – Zeist, 4 juni 2000) was een Nederlandse jurist en bestuurder. Hij was lid van de PvdA.
Stolk was een zoon van Arij Stolk en Margaretha Catharina Pabst.
In 1934 vertrok hij naar Nederlands-Indië waar hij assistent-resident is geweest en later secretaris van het parlement van Oost-Indonesië. Terug in Nederland werd hij bij Koninklijk Besluit van 29 december 1951, burgemeester van  Oude Pekela. Zijn benoeming ging in op 16 januari 1952. Hij vervulde dat ambt tot 1957. Op 16 januari 1957 werd Stolk, met ingang van 1 april van dat jaar, benoemd tot burgemeester van Tiel. Hij bleef daar tot 1968. Ten slotte was hij van 1968 tot 1979 burgemeester van Zeist.
In 1997 publiceerde hij een biografie over zijn oom Jean Charles Pabst, die van 1910 tot 1923 militair attaché in Japan en China was en daarna tot zijn overlijden in 1942 Nederlands gezant in Tokio.